# UGM-73 Poseidon
Le UGM-73 Poseidon est un missile balistique de l'US Navy. Il a succédé au missile Polaris à partir de 1972, apportant des améliorations notables aux ogives et à la précision de frappe. Il fut suivi par le UGM-96 Trident I en 1979 et le UGM-133 Trident II en 1990.

## Historique
En 1963, un programme visant à développer un missile Polaris de plus grande portée fut lancé. Le nouveau missile devait profiter de la taille des tubes lance-missiles des sous-marins américains. Des tests avaient permis de vérifier que les tubes lance-missiles des Polaris fonctionnaient sans difficulté si un manchon intérieur fait de fibre de verre, ainsi que les anneaux de localisation, étaient retirés.
Ce projet reçut le nom de « Polaris B3 » en novembre 1963, puis fut renommé « Poseidon C3 » pour mettre de l'avant des améliorations techniques. Le C3 fut la seule version fabriquée et fut officiellement nommée UGM-73A.
Un peu plus long, notablement plus large et notablement plus lourd que le Polaris A3, le Poseidon avait la même portée (4 600 km), une plus grande capacité d'emport, une meilleure précision et pouvait être mirvé. Il pouvait emporter jusqu'à 14 ogives W68 donnée pour une énergie de 50 kt et une masse de 160 kg embarqués à bord du véhicule de rentrée Mark 3. La vitesse élevée des véhicules de rentrée devait permettre de s'opposer aux systèmes défensifs centrés sur les missiles anti-balistiques.
La précision de Poséidon était seulement 10 % meilleur que celle du Polaris, c'est le résultat d'une décision délibérée par le département de la Défense de ne pas développer la précision du guidage inertiel avec recalage par visée stellaire. Les charges nucléaires de faible puissance furent probablement choisies pour prévenir son usage comme arme de première frappe contre les installations dites « renforcées » de l'Union soviétique, mais pouvaient être utilisées lors de représailles contre les cibles dites « tendres » ou lors de frappes préventives contre des cibles peu protégés (pistes d'atterrissage et sites radar, par exemple), ce qui facilitait le passage des bombardiers lourds. Plus tard, cette vision du combat à l'aide des missiles fut démontrée par l'usage de missiles de croisière pour détruire des pistes lors des premières semaines de la deuxième guerre du Golfe
Comme pour le Polaris, allumer un lanceur alors que le missile se trouve à l'intérieur du sous-marin est vu comme très dangereux. Pour cette raison, le missile est éjecté du tube lance-missile à l'aide d'un jet de vapeur à haute pression produit par une chaudière à carburant solide. Le lanceur principal s'allume automatiquement lorsque le missile se trouve à environ 10 mètres au-dessus du sous-marin.
Le premier test de lancement fut effectué le 16 août 1968 et le premier test de lancement d'un sous-marin fut effectué à partir du USS James Madison le 3 août 1970. Le missile fut officiellement mis en service le 31 mars 1971. Il fut déployé à bord des sous-marins de classes Lafayette, James Madison et Benjamin Franklin.
Environ 620 missiles UGM-73A furent construits entre 1970 et 1978.